# Neil Newbon
Neil Newbon es un actor inglés, más conocido por haber interpretado a Simon Walker en la serie Hollyoaks. En 2023 ganó los premios "BEST perfomance" y "BEST supporting perfomer" en los The Game Awards y los Golden Joystick Awards 2023

## Biografía
Neil es hijo del presentador deportivo Gary Newbon y de Katie, tiene un hermano gemelo llamado Lawrence y una hermana Clare Newbon, periodista de la revista Grazia.

## Carrera
En el 2005 apareció como invitado en la serie policíaca The Bill donde interpretó a Gavin Sullivan, posteriormente interpretó a Billy Peters en el episodio "Stealth Attack" y anteriormente en el 2000 había interpretado a Dominic Mileham en la serie "The Untouchables" y a Ian Robbins durante "Storyboards" en 1998.
En el 2006 apareció en la película The Last Drop donde interpretó al capitán Rhys Powell.
En el 2007 interpretó a Adam Hamer en la serie médica Casualty. Anteriormente apareció por primera vez en la serie en el 2005 donde interpretó a Guy Maber-Clarke durante el episodio "Out of Your Depth".
En el 2009 apareció en las series médicas Holby City donde dio vida a Gavin Sheldon y en Doctors donde interpretó a Kenny Foulton.
En el 2010 apareció en la película animada Jackboots on Whitehall donde prestó su voz para el personaje de Zeppelin Captain, en la película contribuyeron con sus voces los actores Ewan McGregor, Rosamund Pike, Timothy Spall, Alan Cumming y Dominic West.
El 11 de mayo de 2012 se unió al elenco de la serie británica Hollyoaks donde interpretó al criminal Simon Walker, hasta el 3 de octubre del mismo año, luego de que su personaje decidiera irse de Hollyoaks al creer que se había vengado de Brendan Brady. Neil regresó como invitado a la serie el 25 de enero de 2013 y su última aparición fue el 19 de marzo del mismo año después de que su personaje muriera luego de que lo atropellara un tren durante su pelea con Brendan.
A finales de enero del 2014 se anunció que Neil aparecería como invitado en la serie médica Doctors donde interpretará a Michael Faulks.

## Filmografía

### Series de televisión
| Año         | Título                       | Personaje       | Notas                                                  |
| ----------- | ---------------------------- | --------------- | ------------------------------------------------------ |
| 2016        | Banged Up Abroad             | Matthew VanDyke | episodio "Gaddafi's American Prisoner" - tv documental |
| 2015        | Residue                      | Osbourne        | 3 episodios - miniserie                                |
| 2014        | Doctors                      | Michael Faulks  | episodio "Sometimes It Snows in April"                 |
| 2012, 2013  | Hollyoaks                    | Simon Walker    | 63 episodios                                           |
| 2012        | Hollyoaks Later              | Simon Walker    | 3 episodios                                            |
| 2010        | I Shouldn't Be Alive         | Steve Callahan  | episodio "76 Days Adrift"                              |
| 2009        | New Tricks                   | Justin Milburn  | episodio "Blood Is Thicker Than Water"                 |
| 2009        | Doctors                      | Kenny Foulton   | episodio "Impact"                                      |
| 2009        | Henry VIII: Mind of a Tyrant | Lord Mounjoy    | episodio "Prince 1485-1509"                            |
| 2009        | Holby City                   | Gavin Sheldon   | episodio "Take Her Breath Away"                        |
| 2007        | Casualty                     | Adam Hamer      | episodio "To Love You So"                              |
| 2005        | The Bill                     | Gavin Sullivan  | 4 episodios                                            |
| 2003 - 2004 | Dream Team                   | Luke Davenport  | -                                                      |
| 2003        | The Afternoon Play           | Malcolm Haye    | episodio "Turkish Delight"                             |
| 2002        | As If                        | Seb             | 2 episodios                                            |
| 2000        | Queen of Swords              | Anton           | episodio "The Witness"                                 |
| 2000        | Rhona                        | Modelo          | episodio "The Happy Jeans"                             |
| 1999        | Dalziel and Pascoe           | ET              | episodio "Time to Go"                                  |
| 1998        | Goodness Gracious Me         | James           | episodio # 1.1                                         |
| 1997        | Wycliffe                     | Rob Tyzack      | episodio "Close to Home"                               |
| 1995        | London Bridge                | Dylan Jordan    | -                                                      |
| 1993        | Chris Cross                  | Garrett         | episodio "Saturday Night"                              |

### Películas
| Año  | Título                  | Personaje           | Notas |
| ---- | ----------------------- | ------------------- | --- |
| 2015 | Residue                 | Osbourne            | junto a Natalia Tena, Iwan Rheon, Tom Goodman-Hill, Danny Webb, Emilia Jones, Franz Drameh y Adrian Schiller |
| 2014 | Beachcomber             | James               | corto - junto a Larry Lamb, Aidan Stephenson, Lynette Creane, Alec Gray y Kitty Dearlove-Richards            |
| 2014 | The Stomach             | Charlie             | corto - junto a Ben Bishop, Kiki Kendrick, Jennie Lathan, Peter Marinker y Simon Meacock                     |
| 2014 | Extinction              | Rob                 | junto a Sarah Mac, Ben Loyd-Holmes, Daniel Caren, Emma Lillie Lees y Simon Burbage                           |
| 2013 | Dalston                 | Neil                | corto - junto a Sarah Mac, Richard Keep, Genevieve Capovilla y Sarah Macdonnell                              |
| 2011 | Later                   | Richard             | corto - junto a Nessa Wrafter                                                                                |
| 2010 | Maerus Rex              | -                   | corto - junto a Ian Cairns y Christopher Terry                                                               |
| 2010 | Jackboots on Whitehall  | Zeppelin Captain    | prestó su voz para el personaje                                                                              |
| 2009 | The Orchard             | Robert Barry        | corto - junto a Robert Whitelock                                                                             |
| 2008 | Beyond the Rave         | Nikolai             | junto a Nora-Jane Noone, Jamie Dornan, Tamer Hassan, Sebastian Knapp, Lois Winstone y Sadie Frost            |
| 2008 | The Run                 | Trent               | junto a Alexandra Weaver, David House, Trey Farley y Philip Delancy                                          |
| 2008 | Infamy                  | Tom                 | corto - junto a Henrietta Clemett, Kevin Eldon, Johnnie Lyne-Pirkis, Barry Newton y Jonathan Rhodes          |
| 2008 | Reverb                  | Mark Griffen        | junto a Leo Gregory, Eva Birthistle, Pamela Banks y Stephen Lord                                             |
| 2007 | Are You Ready for Love? | Rob                 | junto a Michael Brandon, Ed Byrne, Leigh Zimmerman, Craig Kelly, Jodie Marsh y Lauretta Lewis                |
| 2006 | The Last Drop           | Capitán Rhys Powell | junto a Laurence Fox, Lucy Gaskell, Andrew Howard, Nick Moran, Billy Zane, Neil Jackson y Rafe Spall         |
| 2005 | Cuts                    | Jake/Oficial Eye    | corto - junto a Rosie Fellner, William Lee Scott, Tiffany Stevenson y Ronnie Warner                          |
| 2004 | Luminal                 | Frog                | junto a Maria Papas, Denis Lavant y Roxanne Gregory                                                          |
| 2002 | Stranded                | Ernst Robinson      | junto a Liam Cunningham, Roger Allam, Jesse Spencer, Andrew-Lee Potts, Emma Pierson y Bonnie Wright          |
| 2001 | The Discovery of Heaven | Quinten (16 años)   | junto a Maureen Lipman, Will Bowden, Stephen Fry, Greg Wise, Emma Fielding y Sean Harris                     |
| 2000 | Anchor Me               | Josh                | junto a Annette Crosbie, Julia Ford, Iain Glen, Andrew-Lee Potts y Sheridan Smith                            |

### Videojuegos
| Año  | Juego                          | Personaje                              | Notas                             |
| ---- | ------------------------------ | -------------------------------------- | --------------------------------- |
| 2024 | Fallout: London                | Barry the Boat                         | Modificación para el Fallout 4    |
| 2023 | Warframe                       | Fibonacci                              | prestó su voz para el personaje   |
| 2023 | Baldur's Gate III              | Astarion                               | prestó su voz para el personaje   |
| 2021 | Resident Evil Village          | Karl Heisenberg                        | prestó su voz para el personaje   |
| 2018 | Detroit: Become Human          | Elijah Kamski / Gavin Reed             | prestó su voz para los personajes |
| 2014 | Castlevania: Lords of Shadow 2 | Capture                                | prestó su voz para el personaje   |
| 2012 | The Secret World               | John Galahad / Thutmoae / Padre Lucian | prestó su voz para los personaje  |

### Videos musicales
| Año  | Artista/Grupo             | Canción            | Notas                                                   |
| ---- | ------------------------- | ------------------ | ------------------------------------------------------- |
| 2009 | The Doves                 | "Kingdom Of Rust"  | apareció en el video musical                            |
| 2006 | The Source & Candi Staton | "You Got The Love" | apareció en el video musical - interpretando a un ángel |
| 2003 | Massive Attack            | "Special Cases"    | apareció en el video musical                            |
| -    | The Corrs                 | "Summer Sunshine"  | apareció en el video musical                            |

### Teatro
| Año  | Obra                          | Personaje | Teatro                | Notas |
| ---- | ----------------------------- | --------- | --------------------- | ----- |
| -    | Other People                  | Tan       | Royal Court Theatre   | -     |
| -    | Havrvington                   | -         | Church Street Theatre | -     |
| 1999 | Romeo and Juliet              | Tybalt    | Bloomsbury Theatre    | -     |
| 1998 | They Shoot Horses Don't They? | Vincent   | Bloomsbury Theatre    | -     |

## Premios y nominaciones
| Año  | Categoría    | Premio            | Serie     | Resultado |
| ---- | ------------ | ----------------- | --------- | --------- |
| 2012 | Best Bad Boy | Inside Soap Award | Hollyoaks | Nominado  |